# Kostel svatého Bartoloměje (Vrahovice)
Farní kostel svatého Bartoloměje je barokní stavba nacházející se na návsi ve Vrahovicích a tvořící dominantu vsi. Je chráněn jako kulturní památka České republiky.

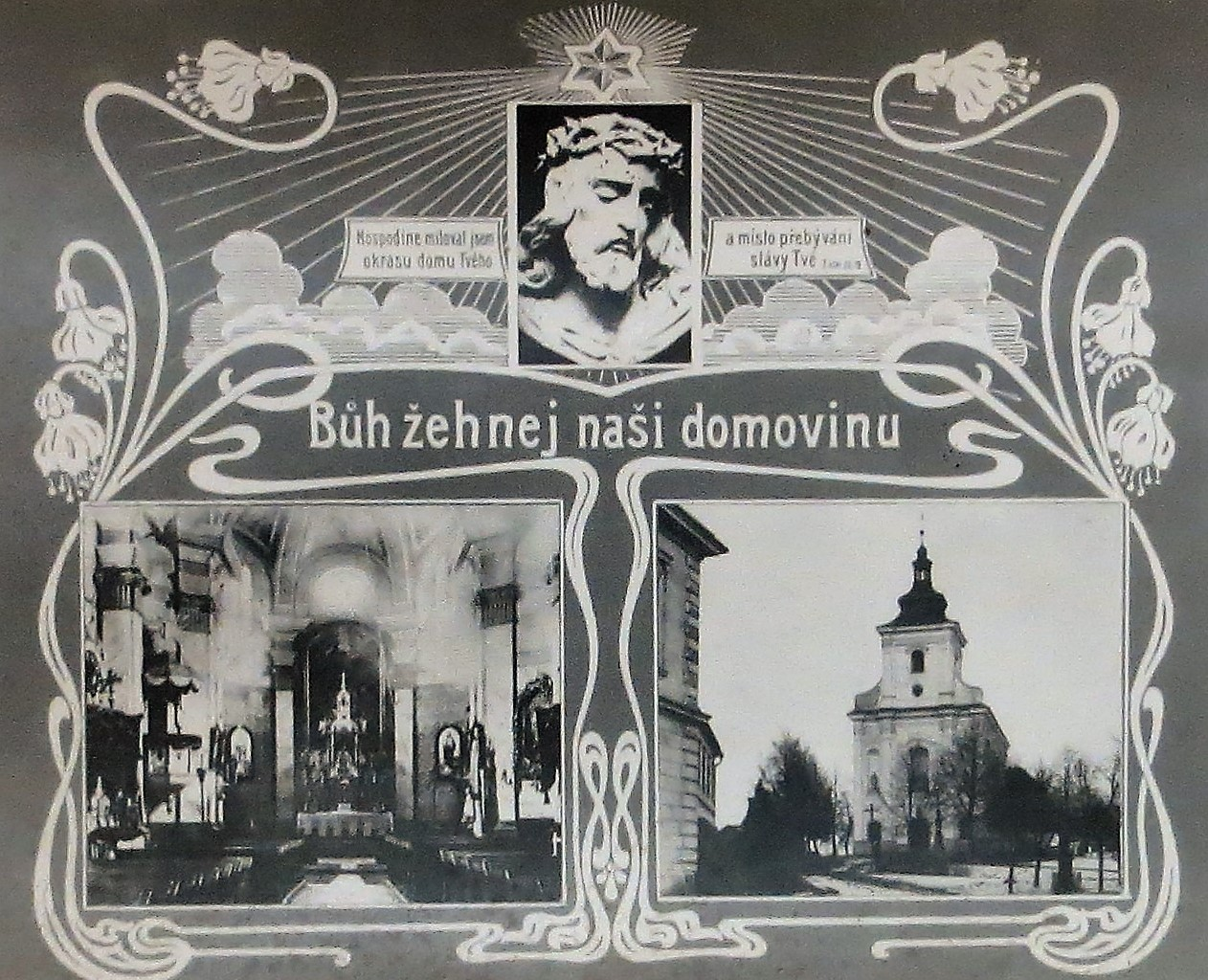
Exteriér a interiér kostela

Kostel sv. Bartoloměje je v pořadí již třetí kostel vystavěný ve Vrahovicích. Původní stavba vyhořela koncem 16. stol., pozdější stavba nevyhovovala v 19. stol. svým malým prostorem. Stavba současného kostela začala v květnu 1831. Problémy s financováním způsobily, že byl dokončen a konsekrován až v r. 1836. Vybavení interiérů byly dokončeno až v koncem 19. stol. V 90. letech 20. stol. prošel kostel celkovou rekonstrukcí.